# Пападжи
Па́паджи (Харинваш Лал Пунджа, Х. В. Л. Пунджа, Харилал Пунджа, Шри Пунджа, Шри Пунджаджи, 13 октября 1910, Гуджранвала—6 сентября 1997, Лакхнау, Индия) — индийский учитель неоадвайты по прозвищу «Лев из Лакнау». Ученик Раманы Махарши. Учитель Мадукара, Муджи, Гангаджи и других садху и гуру.
Харилал Пунджа, которого ученики обычно называют Пападжи, родился 13 октября 1910 года в Пенджабе в семье сестры одного из уважаемых индийских святых Свами Рамы Тирты. В возрасте 8 лет он имел первый духовный опыт. Когда Пундже было тридцать четыре года, он впервые встретился со своим гуру Раманой Махарши. Своей практикой и сатсангами Пападжи продолжил недвойственные традиции как древней адвайты так и современной, по линии своего учителя Рамана Махарши.

## Книги и интервью
- Papaji: Interviews (A collection of Interviews with Poonja) by David Godman, published 1993 by Avadhuta Foundation
- Papaji Interviews & Reflections (earlier Indian edition, essentially a different book), published 1992 by Pragati
- The Simplest Way by Madhukar, Editions India, 2nd edition, USA & India 2006 (contains Interview with H. W. L. Poonja)
- The Fire of Freedom: Satsang with Papaji by David Godman, published by Avadhuta Foundation
- Wake Up and Roar: Satsang With H. W. L. Poonja (two volumes), edited by Eli Jaxon-Bear
- Пападжи. Истина есть. Учение Адвайты. Издательство К. Кравчука, 2002. ISBN 5-901518-05-5
- Пападжи. Откровения Истины. Издательство Амрита-Русь, 2005. ISBN 5-94355-345-2